# Геонджиан, Георгий Гаич
Георгий Гаич Геонджиан (1918—2012) — советский учёный в области разработки, производства и испытаний гироскопических приборов изделий ракетно-космической техники, кандидат технических наук (1954). Лауреат Государственной премии СССР (1967).

## Биография
Родился 1 мая 1918 года в Москве, в семье заслуженного врача РСФСР Гайка Месроповича Геонджиана (1889—1959).

### Образование
С 1936 по 1941 год обучался в Московском энергетическом институте, по окончании которого получил специализацию инженера-электрика.

### Участие в Великой Отечественной войне
С 1941 года призван в ряды РККА и направлен для обучения на курсы командного состава при Военно-инженерной академии имени В. В. Куйбышева и после их окончания был направлен инструктором по минированию в 3-й отряд заграждения инженерного управления Московской зоны обороны. С 1942 года — заместитель командира 1593-го отдельного сапёрного батальона 43-й отдельной инженерной бригады специального назначения 64-й армии, участник боёв за Сталинград, Ростов-на-Дону, Новочеркасск и Донецк. С 1944 года — командир 21-го штурмового инженерно-сапёрного батальона 21-й штурмовой инженерно-сапёрной бригады 4-й ударной армии, воевал на 1-м Прибалтийском фронте, был участником наступательных операций по освобождению Прибалтики. С 1945 года во главе своего батальона был участником Советско-японской войны, в ходе боёв имел контузии и ранение. С 1945 по 1947 год продолжал службу на командных должностях в 82-й инженерно-сапёрной бригады Дальневосточного военного округа.

### Участие в разработке ракетно-космической техники
С 1947 года после увольнения из рядов Советской армии в звании майор запаса, начал работать в отделе № 2 (с 1953 года — специальное конструкторское бюро) НИИ-10 в системе судостроительной промышленностью СССР, под руководством В. И. Кузнецова занимался разработкой гироскопических командных приборов для баллистических ракет дальнего действия.
С 1953 по 1956 год работал в центральном аппарате Министерства судостроительной промышленности СССР в должностях начальника технического отдела и руководителя специального управления. С 1956 по 1992 год работал в НИИ-944 (с 1965 года — НИИ прикладной механики Министерства общего машиностроения СССР) в должности руководителя лаборатории. Г. Г. Геонджиан принимал участие в разработке, освоении и испытаниях гироскопических приборов для таких комплексов как: первая крупная баллистическая ракета Р-1, жидкостных одноступенчатых баллистических ракет средней дальности Р-5 и Р-12, МБР — Р-7, Р-16, Р-36 и УР-100 (для двух последних, лабораторией под руководством Г. Г. Геонджиана были созданы чувствительные элементы на новых физических принципах). На базе ракет Р-7 была создана целая серия ракет-носителей для выведения космических аппаратов, в том числе: автоматических станций для исследования Луны, искусственных спутников Земли а так же космических кораблей «Восток», «Восход» и «Союз».
Указом Президиума Верховного Совета СССР в 1957 году «За создание и запуск Первого в мире искусственного спутника Земли» Г. Г. Геонджиан был награждён медалью «За трудовую доблесть», а в 1959 году «За создание специальной техники (ракетного комплекса Р-12» был награждён орденом Трудового Красного Знамени.
Постановлением ЦК КПСС и СМ СССР от 6 ноября 1967 года «За создание и приём на вооружение ракеты Р-36» Г. Г. Геонджиан был удостоен Государственной премии СССР в области науки и техники.

### Смерть
Скончался 10 августа 2012 года в Москве и похоронен на Армянском кладбище.

## Награды и знаки отличия
За период военной службы и научной деятельности Г. Г. Геонджиан был награждён орденами Красного Знамени (15.02.1945), Александра Невского (28.08.1945), «Отечественной войны» I степени (25.10.1944) и II степени (06.04.1985), орденом Трудового Красного Знамени (26.06.1959) и «Знак Почёта». Медаль «За трудовую доблесть» (21.12.1957), Медаль «За оборону Москвы» (09.08.1944), Медаль «За оборону Сталинграда» (22.12.1942), Медаль «За победу над Германией в Великой Отечественной войне 1941—1945 гг.» (09.05.1945), Медаль «За победу над Японией» (30.09.1945)